# Psorothamnus scoparius
Psorothamnus scoparius är en ärtväxtart som först beskrevs av Asa Gray, och fick sitt nu gällande namn av Per Axel Rydberg. Psorothamnus scoparius ingår i släktet Psorothamnus och familjen ärtväxter. Inga underarter finns listade i Catalogue of Life.